# Наумкін Віталій В'ячеславович
Віталій В'ячеславович Наумкін (рос. Виталий Вячеславович Наумкин, нар. 21 травня 1945 року, Свердловськ) — радянський і російський історик-сходознавець, ісламознавствець, політолог. Доктор історичних наук, професор (11 березня 1988), академік РАН — з 28.10.2016, член-кореспондент Російської академії наук — з 2011 р Науковий керівник (President) Інституту сходознавства РАН. З 2009 по 2015 г. — директор ІВ РАН. Член наукової ради Російського ради з міжнародних справ (з 2011). [1], член Британського товариства близькосхідних досліджень (BRISMES), член Міжнародного інституту стратегічних досліджень (Лондон), член Міжнародної ради Інституту досліджень глобального світу і політики Тода (Токіо).

## Освіта і наукові ступені
Закінчив Інститут східних мов Московського державного університету (1968, з відзнакою), спеціалізувався на вивченні історії арабських країн і арабської мови. У 1966—1967 рр. стажувався в Каїрському університеті і Американському університеті в Каїрі (Єгипет). Після навчання в очній аспірантурі ІСАА при МГУ в 1970—1972 рр. захистив кандидатську дисертацію за доктриною Абу Хаміда аль-Газалі (XI—XII ст.), ісламського богослова і філософа, одного із засновників суфізму. Доктор історичних наук (1981, тема: «Національний фронт у боротьбі за незалежність Південного Ємену»).

## Біографія, наукова діяльність
У 1968—1970 рр. служив на офіцерських посадах в Радянській Армії, викладав у Військовому інституті іноземних мов. Уже в ті роки він входив до групи кращих синхронних перекладачів країни, регулярно працював на заходах за участі вищого партійно-урядового керівництва.
Після навчання в очній аспірантурі ІСАА МГУ в 1970—1972 рр. захистив кандидатську дисертацію за доктриною одного з найбільших середньовічних мусульманських мислителів Абу Хаміда аль-Газалі (XI—XII ст.). Пізніше, в 1980 році його коментований переклад праці аль-Газалі «Воскресіння наук про віру» (Іхйа 'улум ад-дин) з дослідженням було видано в серії «Пам'ятки писемності Сходу» видавництвом «Наука» і надовго став популярною книгою для багатьох читачів в радянських республіках.
З 1972 р почав викладати середньовічну історію арабського світу, ісламознавство і сучасний політичний розвиток арабських країн в ІСАА МГУ. У 1972—1977 рр. працював у Вищій школі суспільних наук в Народній Демократичній Республіці Ємен.
У 1970-ті роки почав займатися дослідженнями Ємену. Об'єктом його наукового інтересу стали давня і новітня історія цієї країни, проблеми її сучасного розвитку. З 1983 року по теперішній час він очолює загін радянсько-єменської, згодом російської комплексної експедиції, що працює під час щорічних польових сезонів на острові Сокотра, стає піонером наукового вивчення цього острова. Його дослідження історії, неписемної мови, унікальних звичаїв і обрядів, родоплемінної організації сокотрійців отримали широке визнання в Росії і за кордоном. У Росії в 1981 р вийшла написана в співавторстві з В. Я. Порхомовскім робота «Нариси з етнолінгвістики Сокотра», в 1988 році була видана його монографія «Сокотрійці», у Великій Британії в 1994 р була опублікована нова книга В. В. Наумкіна «Island of the Phoenix» («Острів птаха Фенікс»), де були підведені підсумки його 20-річних досліджень. У 2012 р в Абу-Дабі опубліковано на арабській мові доповнене новими матеріалами видання його дослідження по острову під назвою «Сокотра — острів легенд», в цьому ж році виходить в світ нова монографія з Сокотри російською мовою, яка узагальнює результати багаторічної польової роботи на острові.
У 1981 році захистив докторську дисертацію з історії збройної боротьби Південного Ємену за незалежність під керівництвом Національного фронту. Його монографія з дисертації, заснована на величезній кількості оригінальних першоджерел, була опублікована в Москві російською мовою, а пізніше, в 2004 р вийшла англійською мовою в Оксфорді під назвою «Red Wolves of Yemen» («Червоні вовки Ємену»). Робота також витримала два видання арабською мовою.
У 1984 р перейшов на роботу в Інститут сходознавства РАН, де працював завідувачем сектором, потім завідувачем Відділу арабських країн, в 1989—1994 рр. — заступником директора Інституту, в 1994—2009 рр. керівником Центру арабських досліджень. За роки науково-педагогічної роботи їм було підготовлено сотні фахівців, понад 50 кандидатів і 5 докторів наук, багато з яких стали в подальшому видатними вченими, професорами, державними, громадськими та військовими діячами, журналістами.
З початку наукової діяльності В. В. Наумкіна проявилася надзвичайна широта його інтересів — від вивчення середньовічної історії, пам'яток письмової та матеріальної культури, мов, філософії народів Близького Сходу до дослідження проблем сучасного світу, етнополітичних конфліктів, світової політики і міжнародних відносин, в тому числі в Центральній Азії і на Кавказі.
Під час роботи в ІВ РАН очолював наукові колективи, які працювали над великими науковими проблемами, був відповідальним редактором багатьох фундаментальних наукових праць. Йому належить заслуга в розробці ряду концептуальних ідей, що лежали в основі цих праць. Він, зокрема, був співредактором і одним з авторів виданого у 2008 р 6-го, завершального тому фундаментальної «Історії Сходу», присвяченого новітній історії.
Його численні праці, опубліковані в Росії, США, Великій Британії та інших європейських країнах, а також в країнах Близького і Середнього Сходу російською, арабською, англійською та іншими мовами принесли йому широку міжнародну популярність як одного з провідних фахівців з Арабському Сходу, Центральної Азії та Кавказу. Відповідальний редактор, упорядник і співавтор надрукованої в США в 1994 р колективної монографії «Central Asia and Transcaucasia: Ethnicity and Conflict» («Центральна Азія і Закавказзя: етнічність і конфлікт»), укладач і відповідальний редактор надрукованої у Великій Британії у 1993 р. книги «State, Religion and Society in Central Asia», відповідальний редактор, упорядник і співавтор опублікованої в 2004 р видавництвом Brill в Лейдені (Голландія) колективної роботи «Russian Oriental Studies». Одним з помітних праць останніх років стала опублікована в США в 2005 р монографія «Radical Islam in Central Asia: between Pen and Rifle» («Радикальний іслам в Центральній Азії: між пером і гвинтівкою»), яка увійшла в списки обов'язкової літератури по предмету в більшості університетів світу. На іноземні мови переведені десятки його статей.
Завоював репутацію одного з найбільш авторитетних російських ісламознавців, він продовжує працювати і в цій області сходознавства сьогодні. Серед його великих праць останнього часу — книга «Іслам і мусульмани: культура і політика» (2008), а також коментований переклад з дослідженням середньовічного релігійно-філософського трактату аль-Газалі «Правильні ваги».
Очолює редакційні колегії журналу «Схід — ORIENS» (з 1998), щорічника «Східна аналітика», редакційна рада журналу «Східний архів», входить до складу редколегій або редакційних рад журналів «Центральна Азія і Кавказ» (Швеція), "Вісник російської нації ", " Вісник МГУ, серія «сходознавство» ", " Гімалайські і центральноазіатські дослідження "(" Himalayan and Central Asian Studies ", Делі), " Міжнародні відносини "(" Равабет-е Харидж ", Тегеран), Pax Islamica, " Сучасний іслам ", " Історичний журнал ", " Східна колекція ", " Повідомлення Академії наук Республіки Таджикистан «(серія: філологія і сходознавство), альманахів» Іслам в сучасному світі ", " Іслам в СНД "і ін. видань.
Протягом двох десятків років він є головою ради по захисту докторських дисертацій ІВ РАН, входить до ради Музею мистецтв народів Сходу і інші наукові ради. Член бюро Відділення історико-філологічних наук РАН. Член Національного комітету російських істориків. Член керівної ради та керівник близькосхідної програми Російської асоціації міжнародних досліджень.
З 2003 р очолює кафедру регіоноведення Факультету світової політики МДУ ім. М. В. Ломоносова. Виступав з лекціями в багатьох університетах світу, в 1991 був запрошеним професором Американського університету в Каїрі (Єгипет), у 2003 р — запрошеним професором Каліфорнійського університету в Берклі (США). У 2004 р став стипендіатом Фонду Рокфеллера в престижному Центрі Белладжіо (Італія). Був організатором або учасником багатьох міжнародних і російських наукових конференцій, семінарів, «круглих столів».
Часто виступає зі статтями на сторінках російських і зарубіжних газет і журналів, з коментарями на російських і провідних зарубіжних телеканалах, в 2001—2002 рр. був запрошеним оглядачем супутникового телеканалу Абу-Дабі (ОАЕ). Для російського телеканалу «Росія сьогодні» на арабській мові він створив серію документальних фільмів під назвою «Росія і араби», які завоювали популярність в арабських країнах.
У 2010 р був обраний президентом Товариства сходознавців Росії.

## Громадська діяльність
Веде велику громадську діяльність. У 1991 р очолив створену за його ініціативою некомерційну громадську організацію Центр стратегічних і політичних досліджень, що займається громадською дипломатією, вивченням етнополітичних і регіональних конфліктів, проведенням конференцій з різних проблем світової політики і міжнародних відносин. Є співголовою російсько-американської групи з регіональних конфліктів Дартмутської конференції. Вніс великий внесок у зближення позицій конфліктуючих сторін на Близькому Сході і пострадянському просторі, в тому числі в практичне врегулювання межтаджикського конфлікту. Є членом міжнародного дискусійного клубу «Валдай», учасником Ярославського форуму та інших відомих міжнародних форматів.
Член Наукової ради при Міністрі закордонних справ РФ, член Наукової ради при Раді Безпеки РФ, голова Науково-консультативної ради при Міністерстві юстиції РФ по вивченню інформаційних матеріалів релігійного змісту, входить в інші експертні ради та групи. Член Ради із зовнішньої і оборонної політики. Член Наукової ради Російського ради з міжнародних справ. У 2006 р за рекомендацією російського уряду Генеральний секретар ООН включив його до Групи високого рівня проекту ООН «Альянс цивілізацій». Був співавтором доповіді, підготовленої цією групою для ООН, схваленого Генасамблеєю і визнаною програмою дій «Альянсу», в 2008 році був призначений генсекретарем ООН послом доброї волі по «Альянсу цивілізацій».

## Нагороди та заохочення
- Орден Дружби (13 березня 2006 року) — за досягнуті успіхи і багаторічну сумлінну працю
- Подяка Президента Російської Федерації (18 січня 2010 року) — за активну участь у науково-дослідній, публіцистичної та популяризаторської роботі з протидії фальсифікації історії на шкоду інтересам Росії
- Грамота Державної Думи Федеральних Зборів Російської Федерації — за внесок в розвиток відносин з державами СНД
- Нагрудний знак МЗС Росії «За взаємодію» (2014 рік) — за внесок в просування інтересів Росії на Близькому Сході
- Орден Дружби (Таджикистан) — за внесок в межтаджікского врегулювання

У 2010 р МЗС Росії і ІТАР-ТАРС присудив йому щорічну премію В. В. Посувалюка за досягнення в галузі міжнародної журналістики
Орден «Аль-Фахр» Ради муфтіїв Росії.